# ماهی روغنی

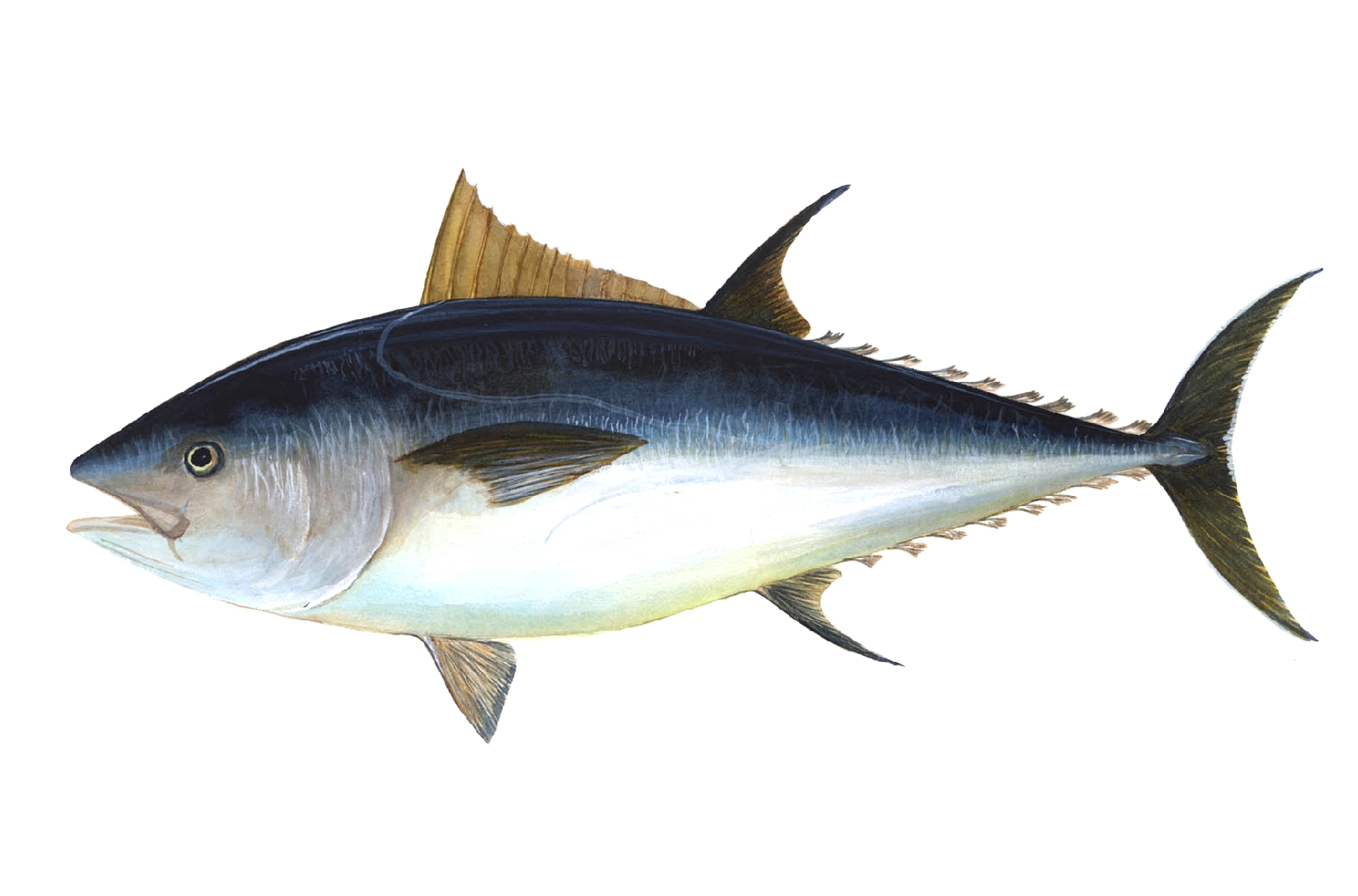
ماهی تن آبی آتلانتیک بزرگ در آب‌های آزاد یک ماهی روغنی است.

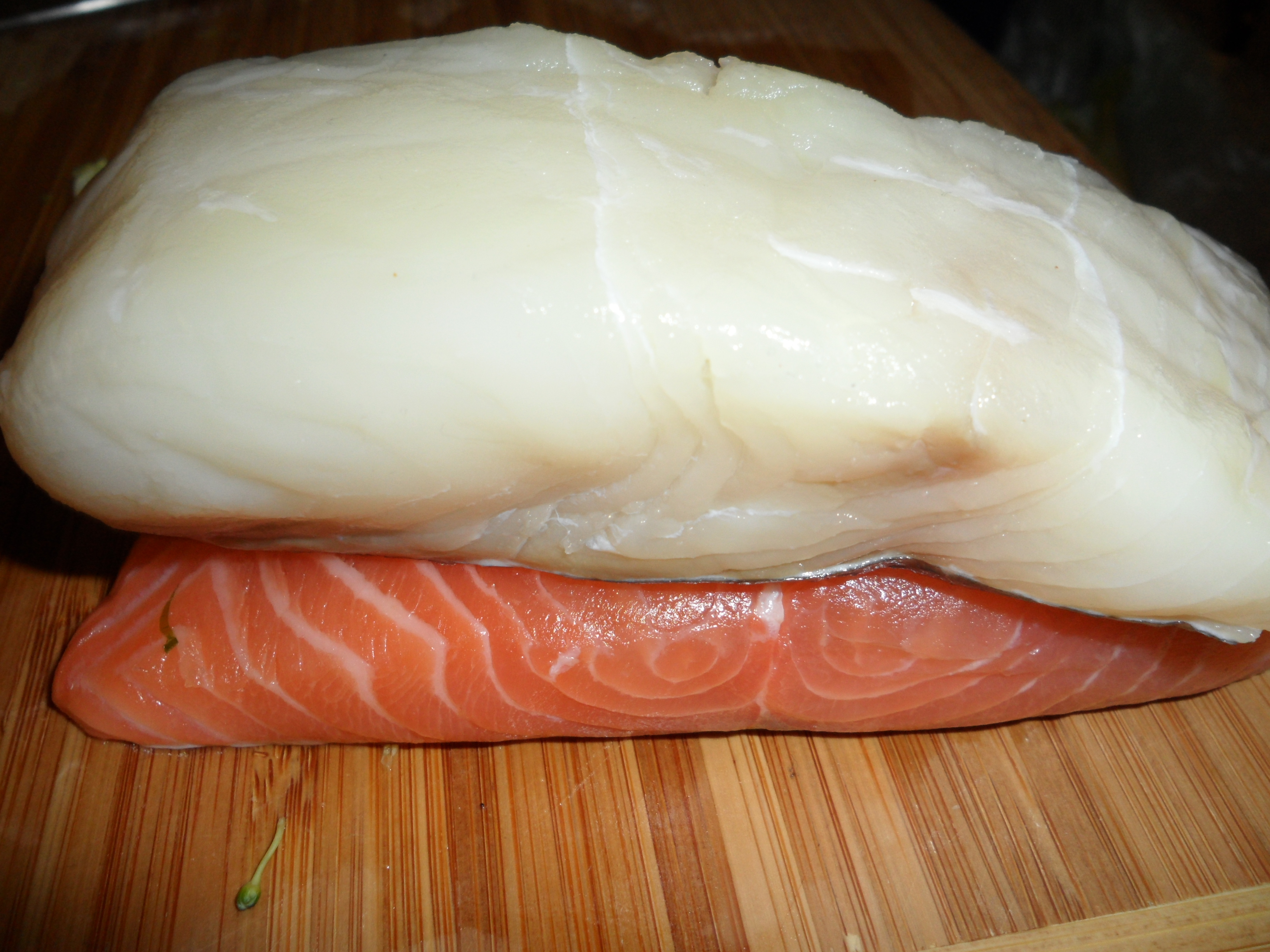
فیله ماهی روغنی (ماهی آزاد - پایین) در تضاد با فیله ماهی سفید (هالیبوت - بالا)

ماهی‌های روغنی (به انگلیسی: Oily fish) گونه‌های ماهی هستند که دارای روغن (چربی) در بافت‌های نرم و در حفره سلومی پیرامون روده هستند. فیله آنها ممکن است تا ۳۰٪ روغن داشته باشد، اگرچه این رقم هم در درون و هم بین گونه‌ها متفاوت است. نمونه‌هایی از ماهیان روغنی عبارتند از ماهی‌های طعمه کوچک مانند ساردین، شاه‌ماهی و آنچوی و دیگر ماهیان دریایی بزرگ‌تر مانند ماهی آزاد، قزل‌آلا، تن، اره‌ماهی و ماهی خال‌خالی.
ماهی‌های روغنی را می‌توان با ماهی‌های سفید مقایسه کرد که تنها در کبد و به مقدار کلی کمتر از ماهی‌های روغنی دارای روغن هستند. نمونه‌هایی از ماهی‌های سفید عبارتند از ماهی کاد، هادوک و کفشک‌ماهی. ماهی‌های سفید معمولاً ماهی‌های کف‌زی هستند که در کف دریا یا نزدیک آن زندگی می‌کنند، در حالی که ماهی‌های روغنی ماهی‌های دریایی هستند و در ستون آب دورتر از کف دریا زندگی می‌کنند.

### بهداشت قلبی عروقی
مصرف ۲۰۰–۴۰۰ گرم ماهی روغنی دو بار در هفته نیز ممکن است با جلوگیری از آریتمی قلبی از مرگ ناگهانی ناشی از سکته قلبی جلوگیری کند. به نظر می‌رسد که اسید ایکوزاپنتانوئیک موجود در روغن ماهی به‌طور چشمگیری التهاب را از طریق تبدیل در بدن به رزولوین کاهش می‌دهد و اثرات سودمندی برای سیستم قلبی عروقی و التهاب مفصل دارد.